# Диллениус, Иоганн Якоб
Иоганн Якоб Диллениус (нем. Johann Jakob Dillen (Dillenius);  12 декабря 1684, Дармштадт — 2 апреля 1747, Оксфорд) — немецко-английский ботаник.

## Биография
Родился 12 декабря 1684 года в Дармштадте (Германия). Образование получил в Гиссенском университете (Гессен, Германия). В это время написал несколько ботанических статей для Ephemerides naturae curiosorum, опубликованных в 1719 году в его Catalogus plantarum sponte circa Gissam nascentium, проиллюстрированном и выгравированном им самим. Этот труд включал множество описаний новых видов.
В 1721 году по приглашению британского ботаника У. Шерарда (1659—1728) Диллениус оставил свою родину и устроился в Великобритании. В 1724 году он выпустил новое издание Synopsis Methodica Stirpium Britannicarum Джона Рэя. В 1732 году Диллениус опубликовал Hortus Elthamensis, каталог редких растений, выращиваемых в Eltham (Лондон), в коллекции James Sherard (1666—1738), младшего брата Уильяма, который посвятил себя садоводству и музыке. Для этой своей работы Диллениус собственноручно изготовил 324 таблицы иллюстраций. Карл Линней, который провёл несколько месяцев в Оксфорде в 1736 году, был восхищён этим трудом и так описывал их превосходное качество: opus botanicum quo absolutius mundus non vidit. Позднее, Линней, описывая новый для науки род тропических деревьев, назвал его Dillenia в честь Диллениуса. В 1734 году Диллениус стал профессором ботаники Оксфордского университета. Все его гербарии, рисунки и книги были завещаны университету и сохраняются там в The Dillenian Herbaria.
Умер 2 апреля 1747 года в Оксфорде, Великобритания.

## Основные труды
- Catalogus plantarum sponte circa Gissam nascentium (1719)
- Hortus Elthamensis (1732, 2 тома, с 324 гравюрами на меди)
- Historia muscorum (1741; с 85 гравюрами на меди)

|                                                                             |  |  |
| Титульный лист и рисунки растений из книги Диллениуса «Hortus Elthamensis». |  |  |

## Память

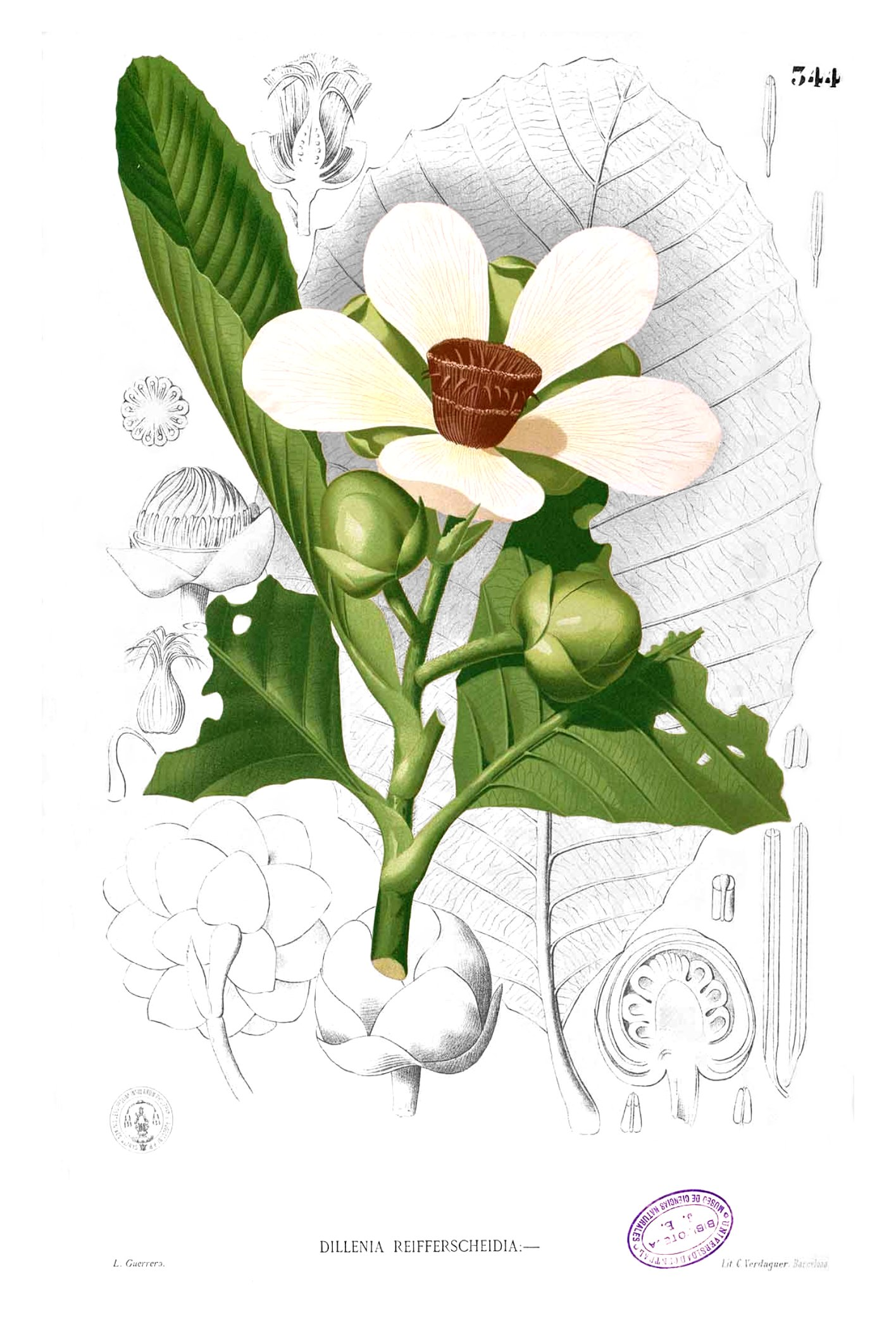

В честь И. Я. Диллениуса названы ботанические таксоны:
- род Dillenia L., 1737 — Дилления из семейства двудольных растений Dilleniaceae Salisb. — Диллениевые, 1807
- вид Hymenocallis dillenii M.Roem. — Гименокаллис Диллениуса (семейство Амариллисовые)
- вид Bidens dilleniana Hill. (Астровые)
- вид Desmodium dillenii Darl. (Бобовые)
- вид Malva dilleniana Eckl. & Zeyh. (Мальвовые)
- вид Randia dilleniacea Baill. (Мареновые)